# Adel Imam
Adel Imam (arabisch عادل إمام, DMG ʿĀdil Imām‎; * 17. Mai 1940, nach anderen Quellen 17. Dezember 1946 in al-Mansura) ist ein ägyptischer Schauspieler.

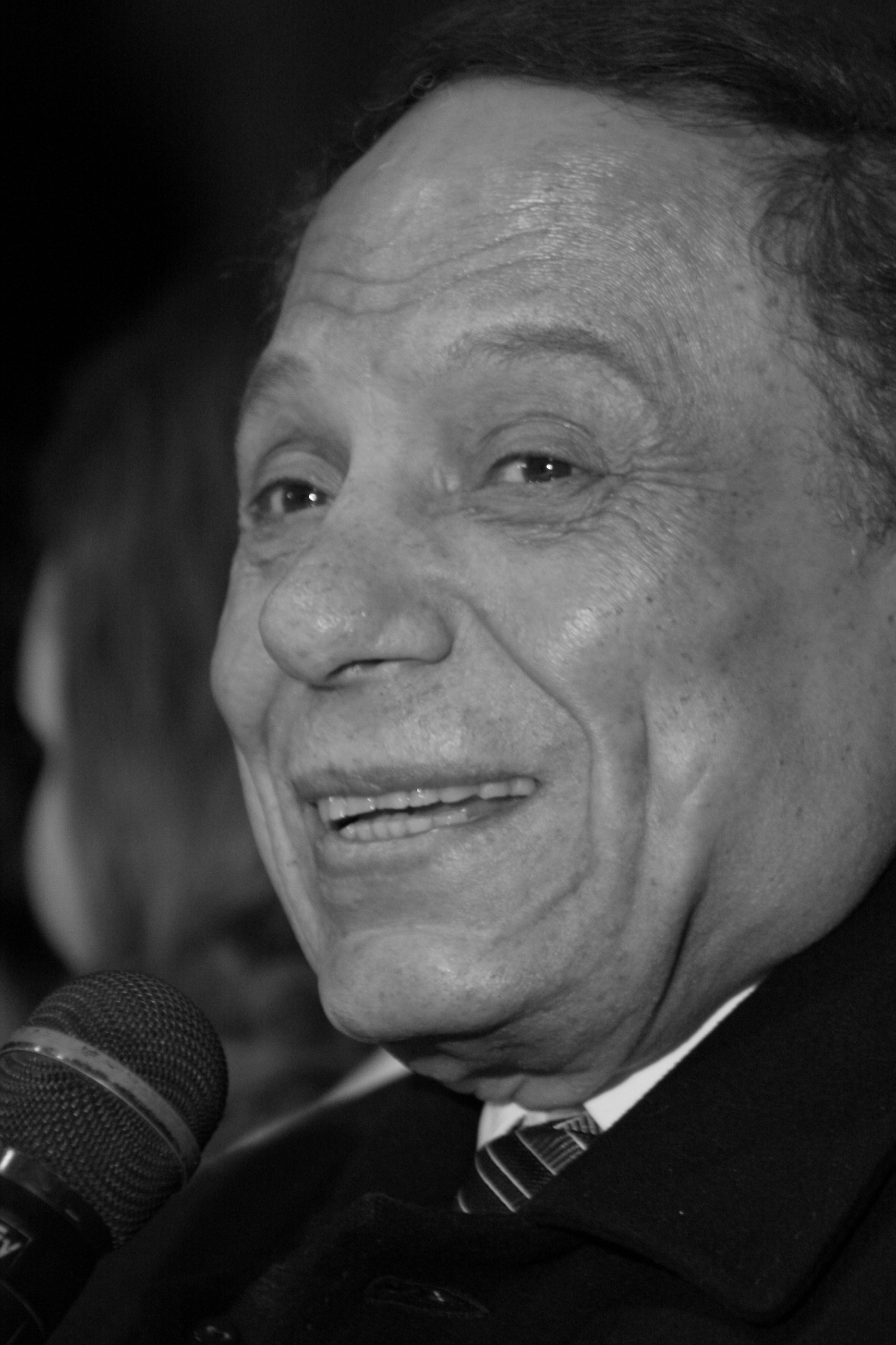
Adel Imam (2006)

## Leben
Adel Imam gilt als Schüler des ägyptischen Schauspielers Fouad El Mouhandes. Er hat in über hundert Filmen gespielt und ist ein populärer Schauspieler der arabischen Welt. Es handelt sich meist um Komödien. Im Jahre 2005 spielt er in der Verfilmung des populären Romans Imarat Yaqubian (The Yacoubian Building) von Ala al-Aswani eine Hauptrolle. Der umstrittene Film war ein großer Kassenerfolg. Ein weiterer kontroverser Film, in dem er eine Hauptrolle spielt, ist die Religionskomödie Hassan und Markus (2008), bei der sein Sohn Ramy Regie führte.
Seit dem Jahre 2000 ist Adel Imam UN-Sonderbotschafter.
Ein Gericht verurteilte Adel Imam 2012 wegen Beleidigung des Islams zu einer Haftstrafe von drei Monaten und zu einer Geldstrafe von 170 Dollar. Ihm wurde vorgeworfen, sich in einem Film aus dem Jahr 2007 und eines Theaterstücks von 1998 über den Islam lustig gemacht zu haben. In dem Film spielte er einen korrupten Geschäftsmann, in dem Stück einen arabischen Diktator. Er soll religiöse Symbole wie Bärte und wallende Kleidungsstücke verächtlich gemacht haben. Der Schuldspruch gegen Adel Imam wurde kurz nach dem Sieg islamischer Parteien nach der Revolution in Ägypten 2011 bei den ersten freien Wahlen seit sechs Jahrzehnten verkündet. Eine spätere Instanz bestätigte das Urteil.